# Rue du Jardin des Olives
La rue du Jardin des Olives (en néerlandais : Olivetenhof ; au XIXe siècle : Olijventuinstraat), est rue de Bruxelles. Toujours existante, elle est déjà citée en 1358.
Elle commence boulevard Anspach, longe la façade côté nord de église Notre-Dame du Bon Secours, et se termine rue de la Gouttière.
Elle doit son nom à un homme pieux qui au Moyen Âge y avait reconstitué le Jardin des Oliviers le long d'un mur de la première enceinte de Bruxelles qui s'y trouvait, où il avait représenté avec des statues réalistes grandeur nature placées dans un petit jardin entouré de grilles et où poussaient des lilas la scène de Jésus au Jardin des Olives, un ange sortant des créneaux du rempart ajoutait à la féerie du lieu qui reçut vite le nom de "Ons-Heer in 't Hofken".